# Emergency & I
Emergency & I – trzeci album zespołu The Dismemberment Plan. Album zdobył dużą popularność w mediach internetowych i jest uważany za najlepszą płytę zespołu. W porównaniu z poprzednimi albumami zespołu jest bardziej melodyjny i zróżnicowany.

## Lista utworów
1. "A Life of Possibilities" – 4:34
2. "Memory Machine" – 2:43
3. "What Do You Want Me to Say?" – 4:18
4. "Spider in the Snow" – 3:50
5. "The Jitters" – 4:19
6. "I Love a Magician" – 2:38
7. "You Are Invited" – 4:52
8. "Gyroscope" – 2:29
9. "The City" – 4:26
10. "Girl O' Clock" – 2:54
11. "8½ Minutes" – 2:57
12. "Back and Forth" – 5:07